# František Kramář (politik)
František Kramář (3. února 1821 Vysoké nad Jizerou – 6. srpna 1866 Přerov) byl český právník, veřejný a spolkový činitel, finančník a politik strany staročechů, zvolený starosta Přerova v letech 1861 až do své smrti v roce 1866. Spolu s přerovským podnikatelem Cyrilem Vítězem se stal spoluzakladatelem a prvním předsedou Záložny přerovské, prvního moravského občanského peněžního ústavu v Rakouském císařství. Výrazně se tak zasloužil o rozvoj moravského bankovnictví. Jeho vzdáleným příbuzným byl český politik a zakladatel mladočešské strany Karel Kramář.

## Život

### Mládí
Narodil se ve Vysokém nad Jizerou do rodiny lékárníka. Odešel studovat farmacii na Karlo-Ferdinandovu univerzitu v Praze, kde získal titul magistra.

### Přerov
Následně se roku 1850 přestěhoval do Přerova a zakoupil zde lékárnu, kterou provozoval. Oženil se s Eleanorou Demelovou z Prostějova, sestrou politika a profesora Jana Rudolfa Demela.
Kramář byl nadšeným vlastencem a organizátorem společenského života ve městě. Začal se angažovat v komunální politice: roku 1871 byl za Národní stranu zvolen do rady města. Roku 1861 byl pak v obecních volbách zvolen starostou města Přerova. V této funkci nahradil Karla Vyhnálka. Působil jako jeden z prvních česky mluvících starostů města, výrazně se angažoval rovněž v počešťování městské správy.
Za Kramářova působení se v době rozvíjející se průmyslové revoluce na Moravě ve městě zdárně rozvíjel průmysl a rostla nová městská zástavba. Ve spolupráci s prof. Demelem byla v Přerově zřízena nižší hospodářská škola. Rovněž se Přerov vlivem českého národního obrození stal jedním z kulturních center českého jazyka a kultury na Moravě a tvořil tak jistou protiváhu německy a kulturně převážně německým městům Olomouc a Brno. Rovněž se roku 1861 uskutečnila ve městě první profesionální divadelní představení, se kterými po Moravě kočovala divadelní společnost Josefa Štandery, někdejšího spolupracovníka J. K. Tyla. Kramář ve městě také spoluzakládal vlastenecký kroužek a pěvecký soubor Přerub.

### Záložna přerovská
Roku 1861 založil ve spolupráci s Cyrilem Vítězem, původně přerovským krejčím, následným pokladníkem podniku, ústav Záložny přerovské, občanské spolkové záložny, prvního takového ústavu ve městě a na celé Moravě. Spolupracoval s průkopníky moderního českého bankovnictví jako byli František Cyril Kampelík či Josef Antonín Komárek, oba působící v Hradci Králové. Přerovská záložna se následně stala vzorovým ústavem k zakládání podobných ústavů na území Moravy, například v Holešově či Příboře v letech 1862 až 1864, při čemž Kramář asistoval. Roku 1865 se účastnil a působil jako místopředseda první schůze českých záložen v Praze.
Ve své době patřil František Kramář k nejváženějším a nejbohatším občanům města.

### Úmrtí
Zemřel 6. srpna 1866 v Přerově ve věku 45 let následkem epidemie pruské cholery zavlečené do Čech pruskou armádou během prusko-rakouské války. Rok před ním zemřela jeho žena Eleonora. Byl pohřben na přerovském Městském hřbitově. Ve funkci jej nahradil Josef Dostal.

### Rodinný život
Měl bratra Josefa (1814 – 1895) a sestru Miloslavu, provdanou Procházkovou (1844 – 1923).
Byl ženatý s Eleanorou Kramářovou, rozenou Demelovou, se kterou počal několik dětí.
Na jeho počest byla pojmenována též jedna z ulic v Přerově, Kramářova.